# 横锦水库
横锦水库位于中国浙江省东阳市的东阳江上游，是以供水、灌溉、防洪为主，兼有发电功能的大（二）型水库。
2000年11月24日东阳市与义乌市签定有偿转让横锦水库部分用水权协议，义乌市一次性出资2亿元购买横锦水库每年4999.9万立方米水的使用权。